# نظرية المؤثرات

نظرية المؤثرات

في الرياضيات نظرية المؤثرات هي دراسة المؤثرات الخطية على فضاء الدوال، بدايةً بالمؤثر التفاضلي والمؤثر التكاملي. يمكن تعريف المؤثر بشكل تجريدي من خلال خصائصه، مثل المؤثر الخطي المحدود [الإنجليزية] أو المؤثر الخطي المغلق [الإنجليزية]، وأحيانًا توضع المؤثرات غير الخطية في الاعتبار. دراسة المؤثرات تعتمد بشكل كبير على طوبولوجيا فضاءات الدوال وتعتبر إحدى فروع التحليل الدالي.
إذا شكلت مجموعة من المؤثرات جبر على حقل، فإن هذا يعتبر جبر المؤثرات وهو جزء من نظرية المؤثرات.

## نظرية المؤثر الواحد
تتعامل نظرية المؤثر الواحد مع خواص وتصنيف المؤثرات عند استخدام واحد منها في كل مرة. كمثال يقع تصنيف المؤثرات العادية [الإنجليزية] من حيث تحليل طيفها الدالي [الإنجليزية] ضمن هذه الفئة.

### طيف المؤثرات
النظرية الطيفية بشكل عام تدور حول تمثيل المؤثرات الخطية أو المصفوفات في شكل قطري. توفر النظرية الطيفية شروطًا يمكن بموجبها تقطير أي مؤثر أو مصفوفة (أي يتم تمثيلهم كمصفوفة قطرية في بعض القواعد). يمكن تقطير المؤثرات العاملة في الفضاءات محدودة الأبعاد بصورة مباشرة، ولكنه يتطلب بعض التعديلات في حالات المؤثرات العاملة في الفضاءات اللانهائية الأبعاد. بشكل عام تحدد النظرية الطيفية فئة المؤثرات الخطية التي يمكن نمذجتها باستخدام مؤثرات الضرب [الإنجليزية]، وهي أبسط المؤثرات التي يمكن التوصل لها.
من المؤثرات التي تنطبق عليها النظرية الطيفية هي المؤثرات الهرمتية، أو بشكل أكثر عمومية المؤثرات العادية [الإنجليزية] على فضاءات هلبرت.
توفر النظرية الطيفية أيضًا طريقة لتقنين تفكيك المؤثرات والمصفوفات فيما يعرف بـ التفريق الطيفي، أو تحليل القيمة الذاتية، أو التحليل الذاتي لمصفوفة [الإنجليزية]، لفضاء المتجه الذي يعمل عليه المؤثر.

#### المؤثرات العادية
المؤثر العادي على فضاء هيلبرت المركب H هو مؤثر خطي مستمر N : H → H قابل للتبديل مع مرافقه الهرميتي N *، بحيث أن: NN * = N * N.
المؤثرات العادية مهمة لأنه يمكن تطبيق النظرية الطيفية عليها. اليوم فئة المؤثرات العادية مدروسة بشكل كاف. ومن أمثلة هذه المؤثرات
- المؤثرات الواحدية [الإنجليزية]: N * = N −1
- المؤثرات الهرمتية (أي مؤثرات مرافقة لذاتها[3]): N * = N ؛ (أيضًا مؤثرات ضد المرافقة الذاتية: N * = - N)
- المؤثرات الإيجابية [الإنجليزية] : N = MM *
- المصفوفات النظامية يمكن النظر لها كمؤثرات عادية لو اعتبرنا أن فضاء هيلبرت هو C n .

## للاستزادة
- Conway, J. B.: A Course in Functional Analysis, 2nd edition, Springer-Verlag, 1994, (ردمك 0-387-97245-5)
- Yoshino، Takashi (1993). Introduction to Operator Theory. Chapman and Hall/CRC. ISBN:978-0582237438.

## روابط خارجية
- تاريخ نظرية المؤثرات